# Copăceni (Ilfov)
Copăceni è un comune della Romania di 2 861 abitanti, ubicato nel distretto di Ilfov, nella regione storica della Muntenia. 
Copăceni è divenuto comune autonomo nel corso del 2005; fino al 1945 faceva parte del comune di Adunații-Copăceni, nel distretto di Giurgiu, per passare quindi a far parte del comune di 1 Decembrie, da cui si è appunto staccato nel 2005.